# Mesobiotus pseudopatiens
Espèce
Mesobiotus pseudopatiens est une espèce de tardigrades de la famille des Macrobiotidae.

## Distribution
Cette espèce est endémique du Costa Rica.

## Publication originale
- Kaczmarek & Roszkowska, 2016 : A new eutardigrade from Costa Rica with taxonomical and zoogeographical remarks on Costa Rican tardigrades. New Zealand Journal of Zoology, vol. 43, no 3, p. 234-245.